# Аннен
Аннен (нід. Annen) — село в нідерландській провінції Дренте. Входить до муніципалітету А-ен-Гюнзе.
Його площа становить 14,78 км², а населення станом на 2021 рік складало 3 595 осіб.
Перша згадка про населений пункт датується 1309 роком.

## Галерея

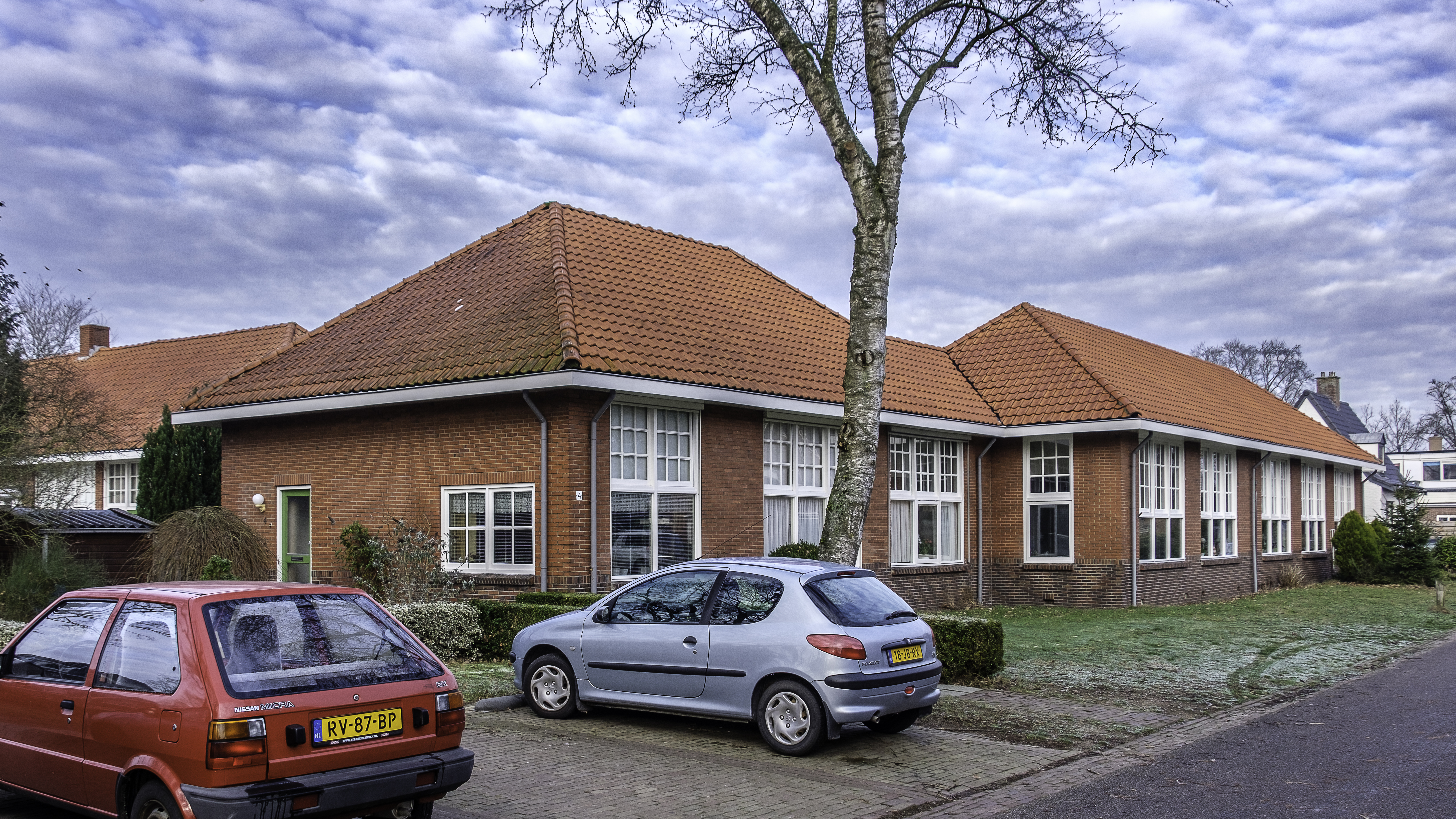
Будівля колишньої школи
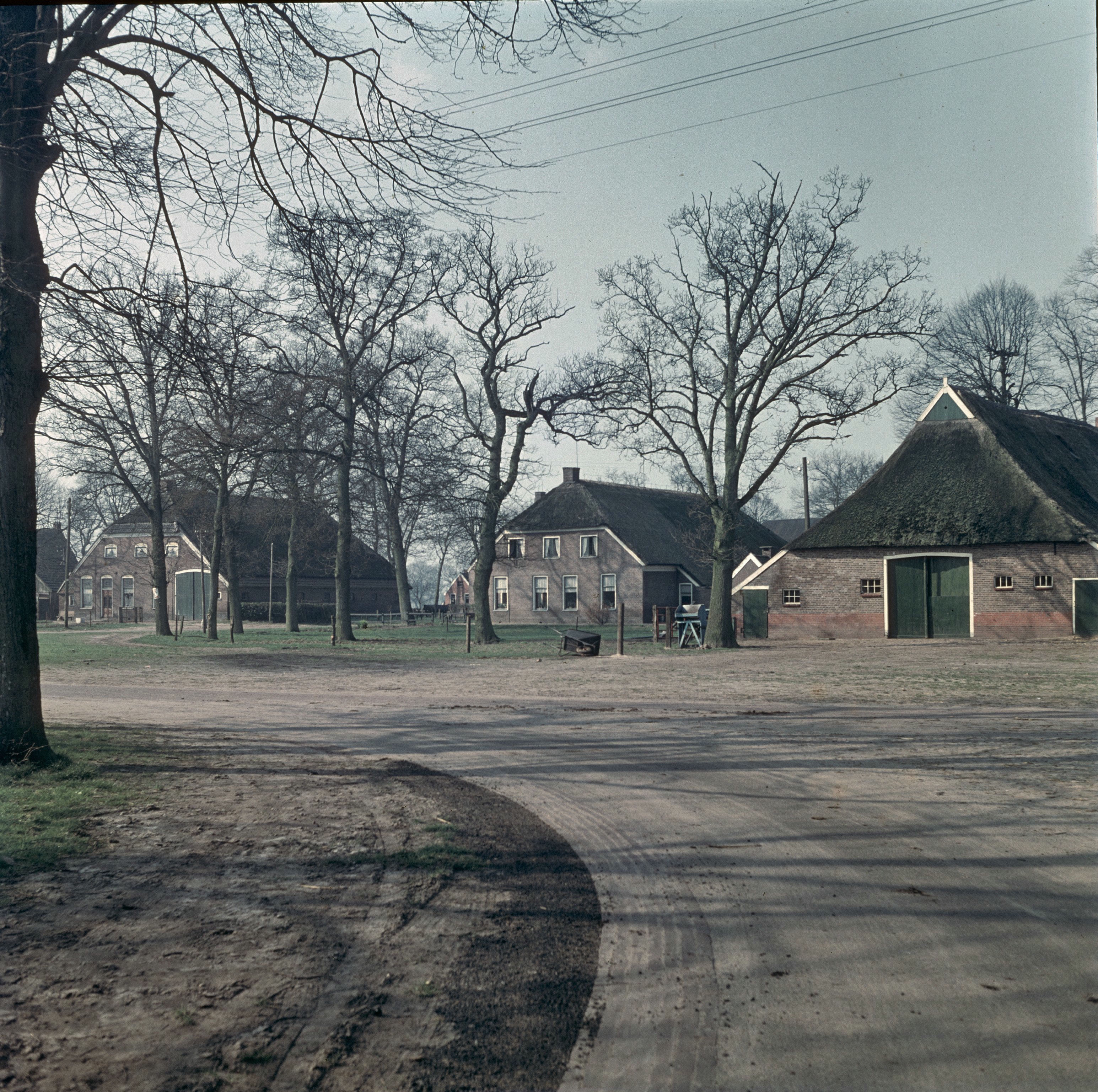
Ферми в Аннені